# Hilda Gustafsson
Hilda Gustafsson, född 25 december 2002, är en volleybollspelare (passare). Hon spelar (2024) för det franska klubblaget Vandœuvre Nancy Volley-Ball och det svenska landslaget. 
Gustafssons moderklubben är KFUM Skellefteå. Hon är även spelat med volleybollgymnasiets lag RIG Falköping, Hylte/Halmstad VBK i Sverige och CV Haris i Spanien. Hon debuterade i landslaget vid kvalet till EM 2021. och var med i laget som tog vann European Silver League 2022.